# بني أنصار
'بني انصار / آيث نصار' (باللغة الأمازيغية آيث نصار) مدينة تقع شمال شرقي المملكة المغربية داخل تراب إقليم الناظور بمنطقة الريف، تحد شمالا بمدينة مليلية المغربية المحتلة وغربا بجبل غوروغو (كوروكو) وجماعة فرخانة، من الشرق تحد ببحيرة مارتشيكا أو ثيمشاضت وجنوبا مدينة الناظور. يبلغ عدد سكان المدينة 31.800 نسمة حسب إحصاء سنة 2004.
يعد ميناء آيث نصار/ بني انصار من بين أهم الموانئ الوطنية بالمغرب، وهو من أبرز مداخيل المدينة حيث يحتوي على عدة أرصفة لبواخر نقل المسافرين وأرصفة لبواخر صيد الأسماك وأخرى لنقل السلع للتصدير والاستراد ومرافق أخرى مخصصة للتجارة الحرة (محطة القطارات ومحطات نقل السلع).
تحد مدينة بني انصار / آيث نصار بمليلية بوابتين: بوابة بني انصار / آيث نصار وباريوتشينو الذين يشكلان معبرين لنقل السلع .

## أحياء مدينة آيث نصار
حي إزرّيجن أو حي بويفقوسن *
حي كاليطا أو حي قاليطا *
حي إبوقشوْن أو حي بلغاطة أو حي الثانوية الجديدة *
حي آيث سالم *
حي أرطببين *
حي غاسي *
حي بكّار *
حي إيّاسينن *
حي باسو *
حي آيث العربي *
حي باريوتشينو أو حي زروالة *
حي إعاسن *
حي إحموتوثن *
حي سيدي موسى *
حي الفيض أعراص أو حي المسجد *
حي إغماريَّنْ *
حي آيث زهرة *
حي المصوصف أو حي آسْڭنافْ *
حي الديوانة القديمة *
حي إدانِيثَن *
حي وهدانة *
حي عبد المومن *
حي آيث عيسى *
حي ثٙيْزاث أو بوقانا أو ميامي *
سيدي أحمد الحاج * حي دواية *

## مراكز التعليم في مدينة آيث نصار
ثانوية عثمان بن عفان *
ثانوية آيث انصار الإعدادية *
ثانوية فرخانة التأهيلية *
ثانوية خديجة أم المؤمنين الإعدادية *
مدرسة مولاي بغداد *
مدرسة البكري *
مدرسة عبد المومن *
مدرسة سيدي موسى *
مدرسة سيدي محمد بن عبد الله *
مدرسة كم حي آيث العربي *
مدرسة الميناء *
مدرسة كم وهدانة *
مدرسة الشريف الإدريسي *
مدرسة سيدي امحمد *
مجموعة مدارس الإمام الغزالي *
مجموعة مدارس جمال الدين الأفغاني *
مدرسة الأندلس *
مدرسة بوقانا *
مؤسسة آفاق الخصوصية *
مؤسسة المنطق الخصوصية *